# Alexandra di Lussemburgo
Alexandra di Lussemburgo (nome completo in francese Alexandra Joséphine Teresa Charlotte Marie Wilhelmine; Lussemburgo, 16 febbraio 1991) è una principessa lussemburghese, quartogenita del granduca Enrico e di María Teresa Mestre e 8° in linea di successione al trono del Lussemburgo.

## Biografia

### Gioventù
La principessa Alexandra è nata al Maternité Grande-Duchesse Charlotte di Lussemburgo nel 1991. Fu battezzata al castello di Fischbach il 23 marzo ed ebbe come padrini Michel de Ligne (1951), cugino di suo padre, e Maria-Anna Galitzine (1954), cugina di secondo grado di suo padre.
Frequentò la scuola primaria ad Angelsberg e nel 2009 conseguì il baccalauréat letterario cum laude al Lycée Vauban. Studiò psicologia e scienze sociali alla Franciscan University of Steubenville e si laureò in filosofia a Parigi, focalizzandosi sugli studi etici e antropologici.
Lavorò in campo giornalistico durante un soggiorno in Medio Oriente e come tirocinante al Consiglio di sicurezza delle Nazioni Unite, mentre il Lussemburgo vi fu membro non-permanente (2013-2014).
Dopo essersi laureata al Trinity College di Dublino, nel 2017 ha completato un master in Studi Interreligiosi presso l'Irish School of Ecumenics, specializzandosi in risoluzione dei conflitti. Oltre al lussemburghese, parla il francese, lo spagnolo e conosce il tedesco e l'italiano.

### Attività e matrimonio
Nel 2017 ha accompagnato il padre in visita di Stato in Giappone, in assenza della madre María Teresa. Detiene l'alto patronato sulla Lega per la protezione degli animali del Lussemburgo e sulla Fondation Lëtzebuerger Blannevereenegung, che si occupa di persone cieche e ipovedenti.
Il 7 novembre 2022 la Corte Granducale annunciò il suo fidanzamento con il direttore della pubblicazione francese Nicolas Bagory (11 novembre 1988), figlio di Thomas e di Gwenaëlle Podeur.
Si sono sposati civilmente a Lussemburgo il 22 aprile 2023 e religiosamente nella chiesa di San Trofimo a Bormes-les-Mimosas, in Francia, il 29 aprile. Il 14 maggio 2024 da alla luce a Parigi la piccola Victorie.
La principessa aspetta il suo secondo figlio.

## Discendenza
Alexandra di Lussemburgo e Nicolas Bagory hanno una figlia:
- Victoire (Parigi, 14 maggio 2024).[11][12][13]

## Titoli e trattamento
- 16 febbraio 1991 - attuale: Sua Altezza Reale, la principessa Alexandra di Lussemburgo, principessa di Nassau, principessa di Borbone-Parma

### Linea di successione
La legge semi-salica, che permette alle femmine di ascendere al trono in assenza di eredi maschi, è stata abbandonata a favore della primogenitura assoluta il 20 giugno 2011, anno in cui la principessa è stata dunque inclusa nella linea di successione.

## Onorificenze

Monogramma personale della Principessa Alexandra.

## Ascendenza
|                                |                                     |                                       | Genitori                               |  |  | Nonni |  |  | Bisnonni                |  |  | Trisnonni          |  |
|                                |                                     |                                       |                                        |  |  |       |  |  | Felice di Borbone-Parma |  |  | Roberto I di Parma |  |
|                                |                                     |                                       |                                        |  |  |       |  |  | Felice di Borbone-Parma |  |  | Roberto I di Parma |  |
|                                |                                     | Maria Antonia di Braganza             |                                        |  |  |       |  |  | Felice di Borbone-Parma |  |  |                    |  |
| Giovanni di Lussemburgo        |                                     |                                       |                                        |  |  |       |  |  | Felice di Borbone-Parma |  |  |                    |  |
|                                |                                     | Carlotta di Lussemburgo               | Guglielmo IV di Lussemburgo            |  |  |       |  |  |                         |  |  |                    |  |
|                                |                                     | Carlotta di Lussemburgo               | Guglielmo IV di Lussemburgo            |  |  |       |  |  |                         |  |  |                    |  |
|                                |                                     | Carlotta di Lussemburgo               | Maria Anna di Braganza                 |  |  |       |  |  |                         |  |  |                    |  |
| Enrico di Lussemburgo          |                                     | Carlotta di Lussemburgo               |                                        |  |  |       |  |  |                         |  |  |                    |  |
|                                |                                     | Leopoldo III dei Belgi                | Alberto I del Belgio                   |  |  |       |  |  |                         |  |  |                    |  |
|                                |                                     | Leopoldo III dei Belgi                | Alberto I del Belgio                   |  |  |       |  |  |                         |  |  |                    |  |
|                                |                                     | Leopoldo III dei Belgi                | Elisabetta di Baviera                  |  |  |       |  |  |                         |  |  |                    |  |
| Giuseppina Carlotta del Belgio |                                     | Leopoldo III dei Belgi                |                                        |  |  |       |  |  |                         |  |  |                    |  |
|                                |                                     | Astrid di Svezia                      | Carlo di Svezia                        |  |  |       |  |  |                         |  |  |                    |  |
|                                |                                     | Astrid di Svezia                      | Carlo di Svezia                        |  |  |       |  |  |                         |  |  |                    |  |
|                                |                                     | Astrid di Svezia                      | Ingeborg di Danimarca                  |  |  |       |  |  |                         |  |  |                    |  |
| Alexandra di Lussemburgo       |                                     | Astrid di Svezia                      |                                        |  |  |       |  |  |                         |  |  |                    |  |
|                                | José Antonio Mestre y Ramos-Almeyda | Francisco Mestre y Fernández-Criado   |                                        |  |  |       |  |  |                         |  |  |                    |  |
|                                | José Antonio Mestre y Ramos-Almeyda | Francisco Mestre y Fernández-Criado   |                                        |  |  |       |  |  |                         |  |  |                    |  |
|                                | José Antonio Mestre y Ramos-Almeyda | Matilde Ramos-Almeyda y Gómez         |                                        |  |  |       |  |  |                         |  |  |                    |  |
| José Antonio Mestre y Álvarez  | José Antonio Mestre y Ramos-Almeyda |                                       |                                        |  |  |       |  |  |                         |  |  |                    |  |
|                                |                                     | María Narcisa Álvarez y Tabío         | Lucas Álvarez y Cerice                 |  |  |       |  |  |                         |  |  |                    |  |
|                                |                                     | María Narcisa Álvarez y Tabío         | Lucas Álvarez y Cerice                 |  |  |       |  |  |                         |  |  |                    |  |
|                                |                                     | María Narcisa Álvarez y Tabío         | Narcisa Tabío y de la Lanza            |  |  |       |  |  |                         |  |  |                    |  |
| María Teresa Mestre y Batista  |                                     | María Narcisa Álvarez y Tabío         |                                        |  |  |       |  |  |                         |  |  |                    |  |
|                                |                                     | Agustín Batista y González de Mendoza | Melchor Batista y de Varona            |  |  |       |  |  |                         |  |  |                    |  |
|                                |                                     | Agustín Batista y González de Mendoza | Melchor Batista y de Varona            |  |  |       |  |  |                         |  |  |                    |  |
|                                |                                     | Agustín Batista y González de Mendoza | Julia González de Mendoza y de Pedroso |  |  |       |  |  |                         |  |  |                    |  |
| María Teresa Batista y Falla   |                                     | Agustín Batista y González de Mendoza |                                        |  |  |       |  |  |                         |  |  |                    |  |
|                                |                                     | María Teresa Falla y Bonet            | Laureano Falla y Gutiérrez             |  |  |       |  |  |                         |  |  |                    |  |
|                                |                                     | María Teresa Falla y Bonet            | Laureano Falla y Gutiérrez             |  |  |       |  |  |                         |  |  |                    |  |
|                                |                                     | María Teresa Falla y Bonet            | María Dolores Bonet y Mora             |  |  |       |  |  |                         |  |  |                    |  |
|                                |                                     | María Teresa Falla y Bonet            |                                        |  |  |       |  |  |                         |  |  |                    |  |